# 丹下スズキ
丹下 スズキ（たんげ スズキ）は、日本の漫画家。成人向け漫画を主に執筆している。

## 作品リスト

### 成人向け作品
- ママと僕時々…射精（2007年6月、一水社） ISBN 4870766671
- ママがイク!僕はドピュ!（2008年7月、一水社） ISBN 4870767155
- ママの香りとあそこの匂い（2009年7月、一水社） ISBN 4870767600
- ママとお尻と肛門と…（2010年6月、一水社）ISBN 487076797X
- アナリスト~肛姦主義者（2011年6月、一水社）ISBN 4864160694

### 成人向けアンソロジー
- 母子痴情奇譚（2006年8月、一水社）ISBN 4870766426
- 母子痴情奇譚 2（2006年12月、一水社）ISBN 4870766523
- 欲情母子（2007年5月、 一水社）ISBN 4870766620
- 欲情母子 5（2008年5月、一水社）ISBN 4870767082
- 母子、濡れた一夜（2009年3月）ISBN 4870767449
- 覗いてはいけない（2009年6月、一水社）ISBN 4870767562
- 覗いてはいけない 2（2010年3月、一水社）ISBN 4870767864

## 連載中作品

### 増刊誌
- ～人気アイドルプライベートSEX File～『アイドル劇画』 （増刊大衆、双葉社）